# 8208 Volta
A 8208 Volta (ideiglenes jelöléssel 1995 DL2) a Naprendszer kisbolygóövében található aszteroida. P. Sicoli és P. Ghezzi fedezte fel 1995. február 28-án.